# Max Radiguet
Pour les articles homonymes, voir Radiguet.

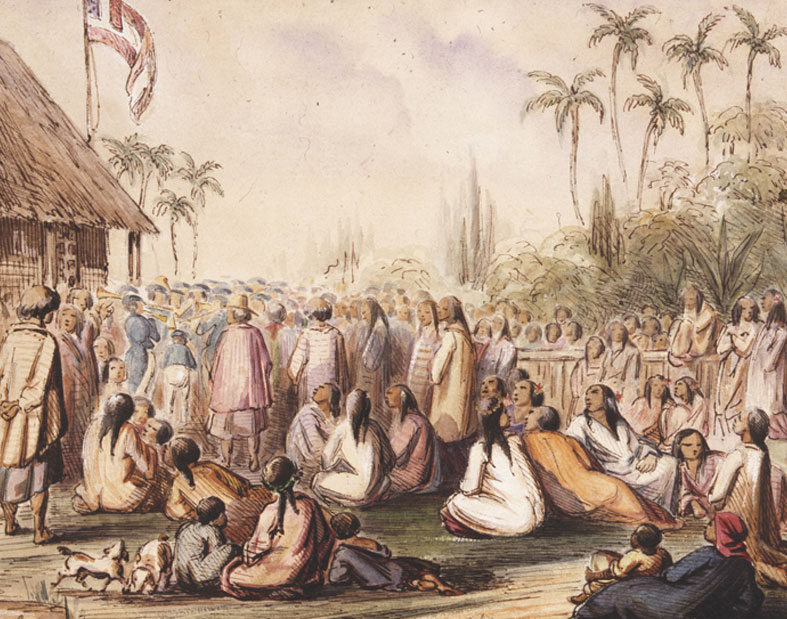
M. Radiguet, Proclamation du protectorat, Tahiti

Maximilien René Radiguet, connu sous le nom de Max Radiguet, né à Landerneau le 17 janvier 1816 et mort à Brest le 7 janvier 1899, est un voyageur, romancier (écrivain mondain), auteur de poésies et illustrateur français. Il fut aussi secrétaire de l'amiral Dupetit-Thouars.
Il a donné à la plupart des journaux et des grandes revues des articles de littérature et des relations de voyage sous son véritable nom Maximilien-René Radiguet aussi bien que sous les pseudonymes René de Kérilian, Stéphan Rénal, Saint-Rénal. Il signe cependant le plus souvent sous le nom « Max Radiguet ».

## Biographie
Il existe peu de sources permettant de reconstituer le cours d’une vie qui semble avoir été celle d’un dilettante, introduit dans les milieux riches du Second Empire, écrivain et dessinateur à ses heures. Le contenu de ses ouvrages nous permet parfois de combler les lacunes de sa biographie.

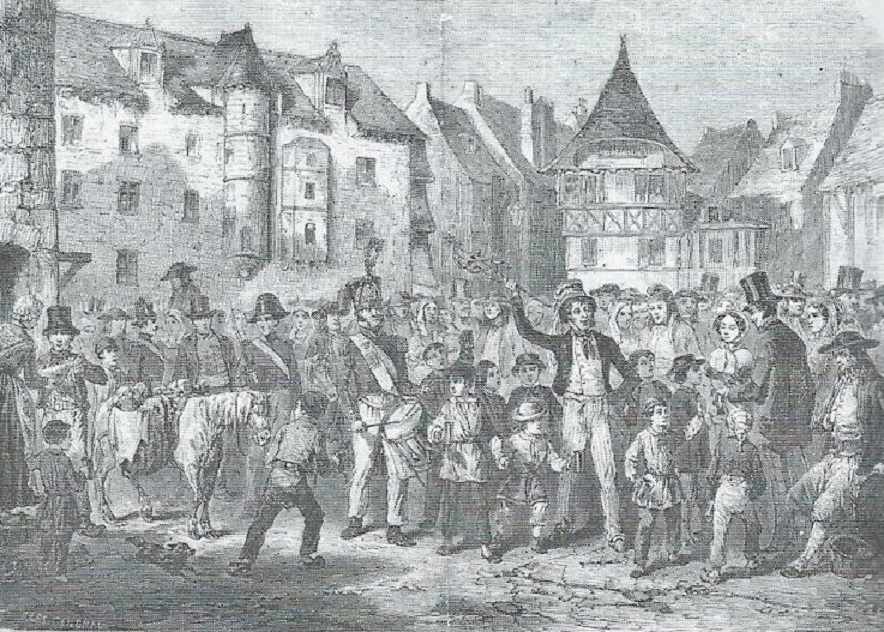
Max Radiguet : La quête de l'Épigane (une tradition de Lesneven, L'Illustration, 1854)

- 17 janvier 1816 : il naît à Landerneau[1]. Sa famille est originaire du Calvados et s’est établie en Bretagne en 1790 pour y faire du négoce de toiles. Son père Jean-Isidore Radiguet est l’un des fondateurs d’une grande entreprise textile : la Société Linière du Finistère, en 1845.
- 1823-1830 : Le jeune Max fréquente l'école mutuelle de Landerneau, crée à l'instigation d'industriels et de négociants landernéens aux idées libérales, et dirigée par un capitaine en retraite M. Tourette.
- 1830 : En pension à Paris.
- 1837 : Après avoir fait de bonnes études, Radiguet entre dans la diplomatie et embarque comme secrétaire de bord pour Haïti, où il accompagne les plénipotentiaires français chargés de régler les questions concernant la reconnaissance définitive de l’indépendance de la république d’Haïti par la France.
- 31 décembre 1837 : Il fait escale à Fort-Royal (ancien nom de Fort-de-France, Martinique) et assiste le lendemain 1er janvier 1838 sur la Place de la Savane à "un Bamboula", démonstration de danses d'esclaves noirs, dont le récit fut publié plus tard en France dans un numéro du périodique La France Maritime[2], revue hebdomadaire scientifique et littéraire.
- 1838-1841 : Entre deux voyages, il revient à Paris, probablement faire éditer les récits et dessins de ce voyage. Il est publié par le Magasin pittoresque dès février 1841 alors qu’il n’a que 25 ans.
- 1841-1845 : Campagne militaire de la Reine Blanche en Amérique du Sud et aux Marquises.
- 1841-1842 : Le temps passé en Amérique du Sud n’a vraisemblablement pas été long mais il a beaucoup plus écrit et dessiné sur le Chili et le Pérou que sur les Marquises.
- 1842-1845 : Les Marquises. Il fait, en qualité de secrétaire de l'amiral Du Petit Thouars, la campagne de la Reine Blanche dans l'Océanie, qui aboutit à la mise en protectorat de Tahiti. De ce voyage, il rapporte un travail artistique considérable qui lui valut la décoration de la Légion d'honneur.
- 1845-1862 : Après son retour il passe le plus clair de son temps à Paris où il fréquente la haute société. Il se met aussi à rédiger des articles plus longs, plus ambitieux sur ses voyages.
- 1862 : Sa vie très mondaine lui attire, paraît-il, les reproches de sa famille fixée à Brest et compromet bientôt sa santé. Aussi revient-il en Bretagne en 1862 retrouver son cher pays natal.
- 1862-1896 : De retour à Paris, visiteur assidu des salons de peinture parisiens, il envoie ses comptes rendus à deux journaux brestois.
- 1896 : âgé et malade, il revient définitivement à Brest où il s’installe rue d’Aiguillon.
- 7 janvier 1899 : il meurt à Brest à 82 ans[3] et est inhumé à Landerneau[4].

## Œuvres (liste partielle)
- Souvenirs, promenades et rêveries, Paris, Veuve Dondey-Dupré, 1856   (Wikisource)
- Souvenirs de l'Amérique espagnole. Chili - Pérou - Brésil. 1856
- À travers la Bretagne, souvenirs et paysages, 1865
- Le Champ de Mars à vol d'oiseau, exposition universelle de 1867
- Les derniers sauvages : la vie et les mœurs aux Iles Marquises (1842-1859) (illustrations inédites de l'auteur, avant-propos de Jean Dorsenne)
- Stéphan Rénal, Lettres parisiennes : salon 1876-1877
- Stéphan Rénal, Lettres sur le Salon de 1875
- Stéphan Rénal, Reflets de tableaux connus, 1874